# Frederik de With
Frederik de With (Dokkum, 3 juli 1754 (gedoopt) - Rinsumageest, 2 april 1837) was een Nederlands bestuurder.

## Biografie
De With was een zoon van Jan de With (1715-1781), een Deen in dienst van de VOC, en Wickje Minnema (1725-1786), dochter van de burgemeester van Dokkum, Michiel Freerks Minnema. Hij werd op 3 juli 1754 gedoopt in Dokkum en was een telg uit het geslacht De With. In 1758 verhuisde De With met het gezin naar Oenkerk waar zijn ouders de Stania State kochten.
De With werd in 1771 ingeschreven als student aan de universiteit van Franeker. Hij werd in 1776 advocaat aan het Hof van Friesland en in 1780 commies van 's lands middelen te Stroobos. In de periode 1796-1816 bekleedde hij geen ambten al was hij wel lid van de Vergadering van Notabelen in 1814. Naast lid te zijn geweest van Provinciale Staten en Gedeputeerde Staten werd hij in 1820 grietman van Oostdongeradeel. Van dit ambt deed hij in 1824 afstand. Hij werd opgevolgd door zijn neef, Daniel de Blocq van Haersma de With.
In 1827 kocht De With de buitenplaats Woudlust te Surhuizum na het overlijden van de vorige eigenaar, voormalig maire Henri Damas Bonhomme. De With zou het goed in 1834 verkopen aan Ambrosius Ayzo van Boelens, grietman van Opsterland.
De With overleed ongehuwd in 1837 en werd begraven op het kerkhof van Oenkerk.

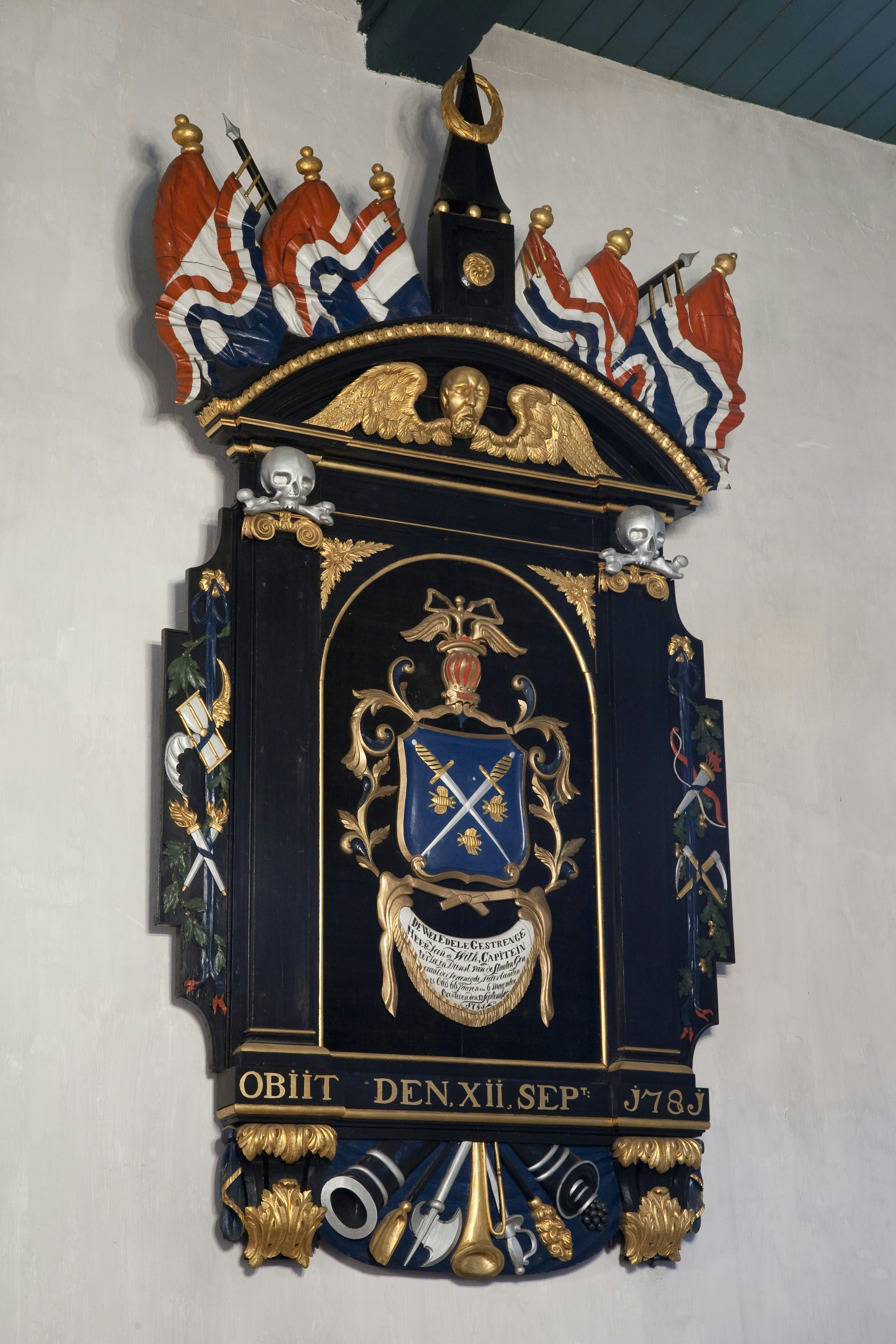
Rouwbord voor Frederiks vader, Jan de With, in de kerk van Oenkerk.